# Sparkasse Landshut
Die Sparkasse Landshut ist ein öffentlich-rechtliches Kreditinstitut mit Sitz in Landshut in Bayern. Ihr Geschäftsgebiet umfasst die Stadt Landshut, den Landkreis Landshut mit Ausnahme der Gemeinde Bruckberg, die Marktgemeinde Frontenhausen im Landkreis Dingolfing-Landau, die Stadt Geiselhöring, den Markt Mallersdorf-Pfaffenberg und die Gemeinde Laberweinting (Landkreis Straubing-Bogen) sowie die Märkte Langquaid und Rohr und die Gemeinden Herrngiersdorf und Wildenberg im Landkreis Kelheim.

## Organisationsstruktur
Die Sparkasse Landshut ist eine Anstalt des öffentlichen Rechts. Rechtsgrundlagen sind das Sparkassengesetz, die bayerische Sparkassenordnung und die durch den Träger der Sparkasse erlassene Satzung. Organe der Sparkasse sind der Vorstand und der Verwaltungsrat.

## Gewährträger
Der Zweckverband Sparkasse Landshut ist Gewährträger. Dem Zweckverband gehören die Stadt Landshut (33,33 %), der Landkreis Landshut (33,33 %), der Landkreis Dingolfing-Landau (1,96 %), der Landkreis Straubing-Bogen (11,76 %) und der Zweckverband Sparkasse Rottenburg an der Laaber (19,60 %) an, dessen Anteile sich wiederum aufsplitten zwischen Landkreis Landshut (7,84 %), Landkreis Kelheim (3,92 %), Marktgemeinde Pfeffenhausen (3,92 %) und Marktgemeinde Langquaid (3,92 %).

## Geschäftsausrichtung
Die Sparkasse Landshut betreibt als Sparkasse das Universalbankgeschäft. Die Sparkasse Landshut wies im Geschäftsjahr 2023 eine Bilanzsumme von 5,205 Mrd. Euro aus und verfügte über Kundeneinlagen von 4,058 Mrd. Euro. Gemäß der Sparkassenrangliste 2023 liegt sie nach Bilanzsumme auf Rang 86. Sie unterhält 38 Filialen/Selbstbedienungsstandorte und beschäftigt 726 Mitarbeiter.

## Sparkassen-Finanzgruppe
Die Sparkasse Landshut ist Teil der Sparkassen-Finanzgruppe. Sie vertreibt daher z. B. Bausparverträge der LBS, offene Investmentfonds der Deka und vermittelt Versicherungen der Versicherungskammer Bayern. Die Funktion der Sparkassenzentralbank nimmt die Bayerische Landesbank wahr.